# Lost (musikalbum)
Lost är Bazar Blås fjärde studioalbum, utgivet 2009. Skivan spelades in redan 2007, men inspelningarna blev stulna i samband med ett bilinbrott. Bandet lyckades emellertid återskapa låtarna från råmixen, varpå skivan kunde ges ut två år senare, 2009.

## Låtlista
Låtarna är skrivna av Johan Hedin om inget annat anges.
1. Duvan (trad, upptecknad av Peter Dufva) – 5:47
2. Dugg – 6:40
3. Högpolskan – 6:45
4. Mollvalsen (Björn Meyer) – 6:55
5. Mossballaden (Björn Meyer) – 3:05
6. Jätten – 3:50
7. Sollefteå (trad) – 7:48
8. Mes – 5:32
9. Stilla – 6:59

## Medverkande
- Björn Meyer – bas, elbas
- Johan Hedin – nyckelharpa
- Fredrik Gille – slagverk

## Mottagande
Skivan togs emot med goda recensioner. Både Norran och Sundsvalls Tidning gav albumet fyror (av fem) i betyg.